# Eparchia di Tokat degli Armeni
L'eparchia di Tokat degli Armeni (in latino: Eparchia Tokatensis Armenorum) è una sede soppressa della Chiesa armeno-cattolica e sede titolare della Chiesa cattolica.

## Storia
L'eparchia di Tokat degli Armeni, che comprendeva la parte settentrionale del vilayet di Sivas, fu eretta da papa Pio IX nel 1850 ed inizialmente data in amministrazione al patriarca di Cilicia. L'unico vescovo fu Arsenio Avak-Wartan Angiarakian, nominato nel 1858; alle sue dimissioni Tokat fu data in amministrazione ai vescovi di Sivas, alla cui sede fu unita aeque principaliter il 30 maggio 1892 con la lettera apostolica Quod ab Episcopis di papa Leone XIII.
A causa del genocidio d'inizio Novecento, la sede unita di Sivas-Tokat, come tutte le diocesi armene turche, perse la maggior parte della sua popolazione e fu di fatto soppressa.
Dal 1972 Tokat degli Armeni è annoverata tra le sedi vescovili titolari della Chiesa cattolica; la sede è vacante dal 28 luglio 2012.

## Cronotassi

### Eparchi
- Sede amministrata dal patriarca di Cilicia (1850-1858)

- Arsenio Avak-Wartan Angiarakian † (10 settembre 1858 - 4 luglio 1865 dimesso[2])
  - Sede vacante (1865-1892)
  - Sede unita a Sivas

### Vescovi titolari
- Vartan Achkarian † (28 settembre 1987 - 28 luglio 2012 deceduto)